# Newberry (Florida)
Newberry és una població dels Estats Units a l'estat de Florida. Segons el cens del 2000 tenia 3.316 habitants.

## Demografia
Segons el cens del 2000, Newberry tenia 3.316 habitants, 1.258 habitatges, i 904 famílies. La densitat de població era de 28,5 habitants/km².
Dels 1.258 habitatges en un 35,8% hi vivien nens de menys de 18 anys, en un 51,7% hi vivien parelles casades, en un 16,6% dones solteres, i en un 28,1% no eren unitats familiars. En el 23,1% dels habitatges hi vivien persones soles el 9,1% de les quals corresponia a persones de 65 anys o més que vivien soles. El nombre mitjà de persones vivint en cada habitatge era de 2,64 i el nombre mitjà de persones que vivien en cada família era de 3,11.
Per edats la població es repartia de la següent manera: un 27,7% tenia menys de 18 anys, un 8,5% entre 18 i 24, un 30,1% entre 25 i 44, un 22,7% de 45 a 60 i un 11% 65 anys o més.
L'edat mediana era de 35 anys. Per cada 100 dones de 18 o més anys hi havia 85,9 homes.
La renda mediana per habitatge era de 34.130 $ i la renda mediana per família de 41.544 $. Els homes tenien una renda mediana de 26.659 $ mentre que les dones 21.768 $. La renda per capita de la població era de 15.224 $. Entorn del 9,8% de les famílies i el 12,8% de la població estaven per davall del llindar de pobresa.

## Poblacions més properes
El següent diagrama mostra les poblacions més properes.